# Scolomys
Scolomys là một chi động vật có vú trong họ Cricetidae, bộ Gặm nhấm. Chi này được Anthony miêu tả năm 1924. Loài điển hình của chi này là Scolomys melanops Anthony, 1924.

## Các loài
Chi này gồm các loài: